# مملكة كيندوغو

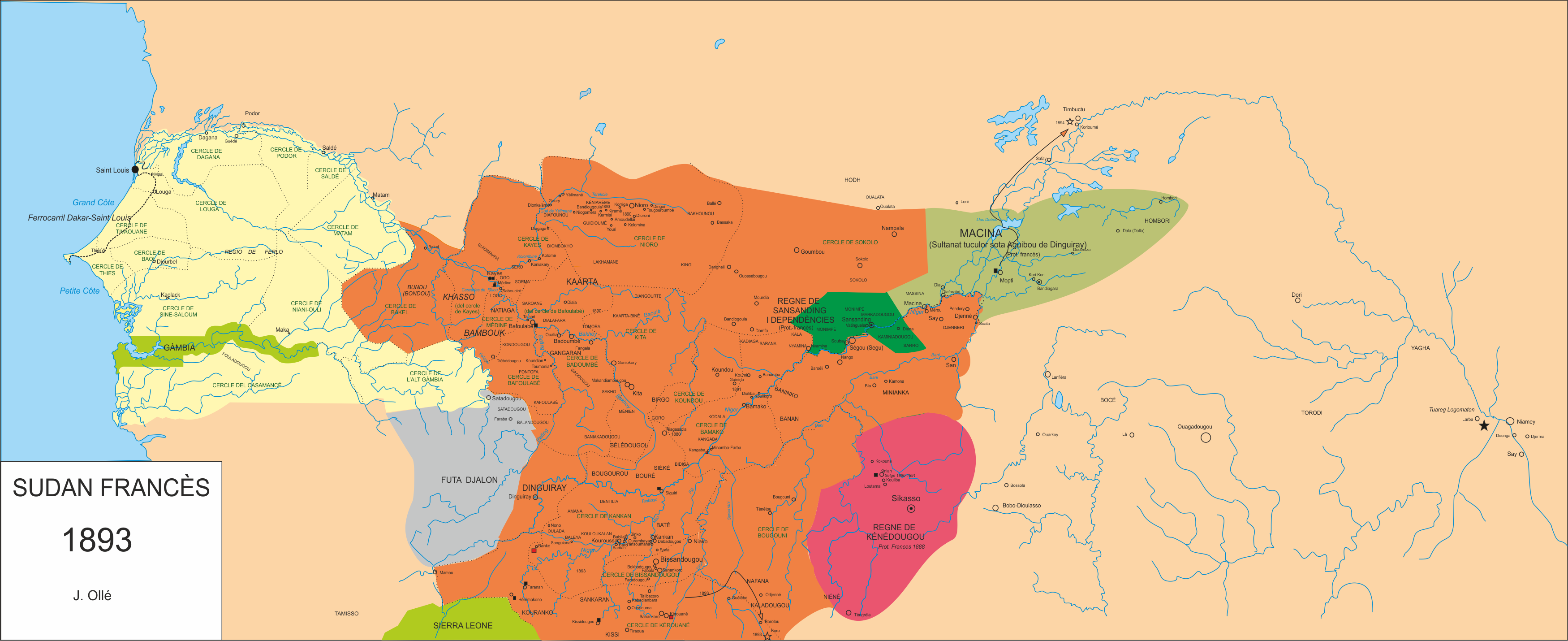

مملكة كيندوغو أو سلطنة كيندوغو (1650م – 1898م). دولة نشأت قبل استعمار غرب أفريقيا، في الجزء الجنوبي من جمهورية مالي الحديثة.